# Morangaya pensilis
Morangaya pensilis ist die einzige Pflanzenart der monotypischen Gattung Morangaya in der Familie der Kakteengewächse (Cactaceae). Der botanische Name der Gattung ehrt Reid Venable Moran (* 1916) sowie Edward „Ed“ George Gay und dessen Frau Elizabeth „Betty“ Gay. Das Artepitheton pensilis entstammt dem Lateinischen, bedeutet ‚hängend‘ und verweist auf die Wuchsform der Art.

## Beschreibung
Morangaya pensilis wächst in der Regel reichlich ungeordnet verzweigt. Die auffallend gelblich grünen, zylindrischen und zu ihrer Spitze hin verjüngten Triebe sind anfangs aufrecht, werden aber bald überhängend oder hängend. Sie sind häufig mit Luftwurzeln besetzt. Die Triebe sind 1 bis 4 Meter lang und weisen Durchmesser von 2 bis 5 Zentimeter auf. Es sind acht bis zehn gerundete und gehöckerte Rippen vorhanden. Der einzelne hellgelbe Mitteldorn weist eine Länge von bis zu 2,5 Zentimeter auf. Die anfangs sechs bis zehn und später bis zu 70 und mehr Randdornen sind hellgelb und mehr oder weniger ausstrahlend.
Die röhrenförmigen bis schmal trichterförmigen Blüten sind orangerot. Sie erscheinen in der Nähe der Triebspitzen oder an älteren Triebteilen, sind bis zu 6,5 Zentimeter lang und erreichen einen Durchmesser von 4,5 Zentimeter. Die roten, verlängerten und bedornten Früchte enthalten rotes Fruchtfleisch.

## Verbreitung, Systematik und Gefährdung
Morangaya pensilis ist in der Kap-Region des mexikanischen Bundesstaates Baja California Sur verbreitet.
Die Erstbeschreibung als Cereus pensilis durch Mary Katharine Brandegee wurde 1905 veröffentlicht. Gordon Douglas Rowley stellte die Art 1974 die neue monotypische Gattung Morangaya. Ein weiteres nomenklatorisches Synonym ist Echinocereus pensilis (K.Brandegee) J.A.Purpus (1908).
In der Roten Liste gefährdeter Arten der IUCN wird die Art als „Least Concern (LC)“, d. h. als nicht gefährdet geführt.

## Nachweise